# برنارد ماثيوز
برنارد ماثيوز (بالإنجليزية: Bernard Matthews)‏ هو شخصية أعمال بريطاني، ولد في 24 يناير 1930 في Brooke, Norfolk ‏ في المملكة المتحدة، وتوفي في 25 نوفمبر 2010.